# Dimitrios Kalapothakis

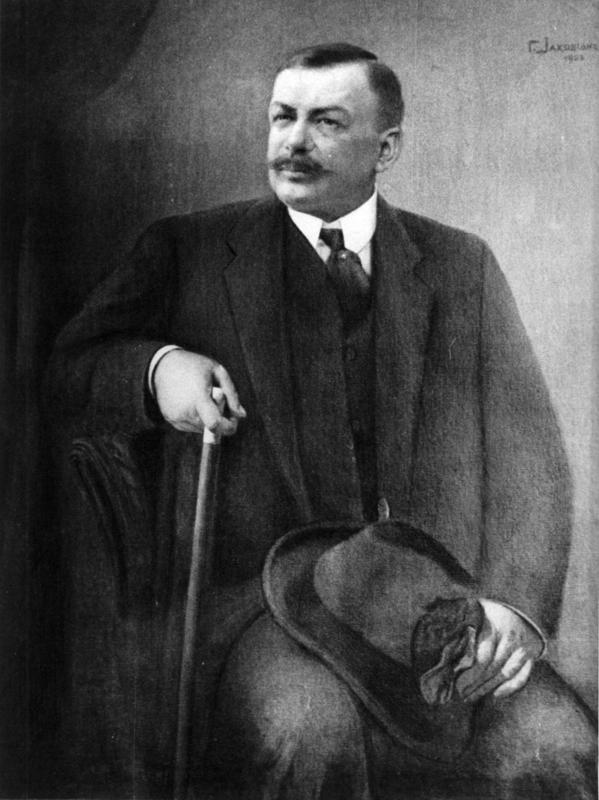
Dimitrios Kalapothakis

Dimitrios Kalapothakis, griechisch Δημήτριος Καλαποθάκης (* 1865 in Areopoli; † 27. Mai 1921 in München) war ein griechischer Journalist und Gründer der Zeitung Embros (Εμπρός).

## Biographie
Kalapothakis gab sein Studium in Athen auf, als Thessalien zu Griechenland gekommen war. Er ließ sich in Volos nieder und übernahm die Herausgabe der Zeitschrift Simea. Durch seine Verbindungen nach Athen sorgte er für eine weite Verbreitung der Zeitung.
Lange Jahre hindurch war Kalapothakis politischer Redakteur. Er unterstützte offen Charilaos Trikoupis. Nach dessen Tod gab er die Zeitung Embros heraus.
Kalapothakis war eine bedeutende Erscheinung unter den griechischen Journalisten und darüber hinaus ein wichtiger Organisator des Makedonischen Komitats (Komitadschi). 1904 begann der Kampf um Makedonien, in dem Kalapothakis die Griechischen Makedonomachen mit Waffen, Geld und Vorräten unterstützte. Er war der Vorsitzende des Komitats bis zu dessen Auflösung.
Der politische Journalismus von Kalapothakis ist beispielhaft für seine Epoche. Sein journalistisches Werk wurde von seinem Sohn Alkibiadis Kalapothakis (Αλκιβιάδης Καλαποθάκης) fortgeführt.
Neben seinem journalistischen Werk verfasste Kalapothakis auch Theaterstücke, darunter Einnahme [Konstantinopels] (Άλωση [της Κωνσταντινούπολης]), Fokas der Bulgarentöter (Φωκάς ο Βουλγαροκτόνος), Sappho (Σαπφώ, Uraufführung im Nationaltheater), Der Heiratsschwindler (o Προικοθήρας).
Sein Tod während einer Operation wurde mit einigen Tagen Verzögerung in der Ausgabe des Embros vom 2. Juni 1921 bekannt gemacht.

## Werke

### Herausgabe
- Simea - Σημαία (Fahne) bis 1896.
- Embros - Εμπρός (Vorwärts!) 1896–1921.

### Dramen
- Einnahme [Konstantinopels] (Άλωση [της Κωνσταντινούπολης])
- Fokas der Bulgarentöter (Φωκάς ο Βουλγαροκτόνος)
- Sappho (Σαπφώ)
- Der Heiratsschwindler (o Προικοθήρας)